# Bhikhu Parekh
Bhikhu Chotalal Parekh, Baron Parekh (nascut el 4 de gener de 1935 a Amalsad, Gujarat) és un teòric polític i laborista membre de la Cambra dels Lords.